# Alpnach
Alpnach este o comună din cantonul elvețian Obwalden. Este împărțit în districtele (raioanele) Alpnach Dorf, Schoried și Alpnachstad cu Niederstad.